# ایکلاپریم
ایکلاپریم(به انگلیسی: Iclaprim) یکی از آنتی بیوتیکهای جدید است که علیه ارگانیسم‌های گرم مثبت فعال است. این دارو به صورت داخل وریدی تجویز می‌شود.
در شرایط آزمایشگاهی، ایکلاپریم در برابر استافیلوکوک اورئوس مقاوم به متی‌سیلین (MRSA)،استافیلوکوک اورئوس مقاوم به وانکومایسین (VRSA)، گونه‌های استرپتوکوک پنومونیه که به چند آنتی بیوتیک رایج مقاوم می‌باشند و باکتری‌های گرم منفی فعال است. این آنتی بیوتیک از نوع مهار کننده دی‌آمینو پیریمیدین دی هیدروفولات رداکتاز (DHFR) است.